# 杨氏云
杨氏云（1994年9月20日—），越南女子足球运动员，司职中场，目前效力于越南煤炭矿产女子足球俱乐部和越南国家女子足球队。她曾代表越南参加2023年国际足联女子世界杯。